# Ватнајекидл
Ватнајекидл (исл. Vatnajökull) је највећи ледник на Исланду. Припада типу платоских ледника. Налази се на југоистоку острва и покрива 8% површине Исланда. Површина му износи 8.100 км². По запремини (3.100 км²) је највећи ледник у Европи. Просечна дебљина леда је 400 м, а максимална 1.000 м. Испод Ватнајекидла се налази неколико вулкана, као и вулканских језера.